# Саобраћајно-техничка школа „Земун”
Саобраћајно-техничка школа „Земун” је средња школа основана 1958. године. Налази се у Београду, општини Земун, у улици Цара Душана 262.

## Опште информације
Школа се налази у земунском насељу Горњи град у непосредној близини Дунава и Пупиновог моста, а са радом је започела 1948. године.
Основна делатност школе је оспособљавање ученика за рад на експлоатацији и одржавању моторних возила, образовање одраслих кроз доквалификације, преквалификације у подручјима рада: саобраћај, машинство, електротехника и хемија. У оквиру школе поред учионица налазе се школске радионице за сва подручја рада, као и магацини, просторије за ресторан, складишта, док се у дворишту школе налази спортски терен и полигон за обуку возача.

## Историјат
Аутосаобраћајни техникум у Земуну основан је уредбом Владе ФНРЈ, 30. августа 1948. године, а настава је започела 4. октобра исте године у просторијама некадашње кафане „Пешић” у улици цара Душана. Кафански простор претворен је у учионице, а први директор школе био је Тома Секерез.
Техникум је почео рад са два одељења која су укупно имала 60 ученика, једно саобраћајног, а друго ремонтног смера. Аутосаобраћајни технику преименован је у Аутосаобраћајну школу током школске 1948/49. године, а ова школа радила је као самостална до 1961. године. Крајем јула 1961. године  Аутосаобраћајна техничка школа и Школа са практичном обуком за возаче моторних возила су се спојиле и тако конституисале Школски центар за друмски саобраћај у Земуну. Школа за возаче моторних возила је основана 1949. године у Београду под називом „Шоферска школа”.
Главна дирекција металске и радио индустрије је поднела захтев за оснивање „Стручне школе за ученике у привреди бр.4”, а она је основана у септембру 1948. године и касније преименована у Аутомеханичарску школу за ученике у привреди. Ова школа је 1. октобра 1966. године ушла у састав Школског центра за друмски саобраћај у Земуну, који је 1968. године преименован у Аутомобилски школски центар. Године 1974. Аутомобилски школски центар је конституисан као радна организација која у свом саставу има две основне организације удруженог рада: Аутосаобраћајну техничку школу и Аутомеханичарску школу за КВ раднике.
Током 1981. године Аутомобилски школски центар је преименован у Аутосаобраћајни образовни центар, а 1986. године у Аутосаобраћајни школски центар „Бранко Пешић”. Центар се 1992. године поделио на две самосталне школе : Аутосаобраћајну техничку школу и Аутомеханичарску школу. У новембру 1993. године Аутомеханичарска школа је преименована у Аутотехничку школу. У децембру 1994. године обе поменуте школе спојиле су се у Саобраћајно-техничку школу.